# Liste des primats de l'Église catholique syro-malankare
Cette page donne la lListe des primats de l'Église catholique syro-malankare.

## Archevêques métropolitains
- Gheevarghese Mar Ivanios Pannickaruvittil (1932-1953)
- Benoît Mar Gregorios Thangalathil (1953-1994)

## Catholicos-archevêque majeur de Trivandrum
- Cyril Mar Baselios Malancharuvil (1995-2007)
- Isaac Mar Cleemis Thottunkal (depuis 2007), créé cardinal en 2012